# Alibaba Group

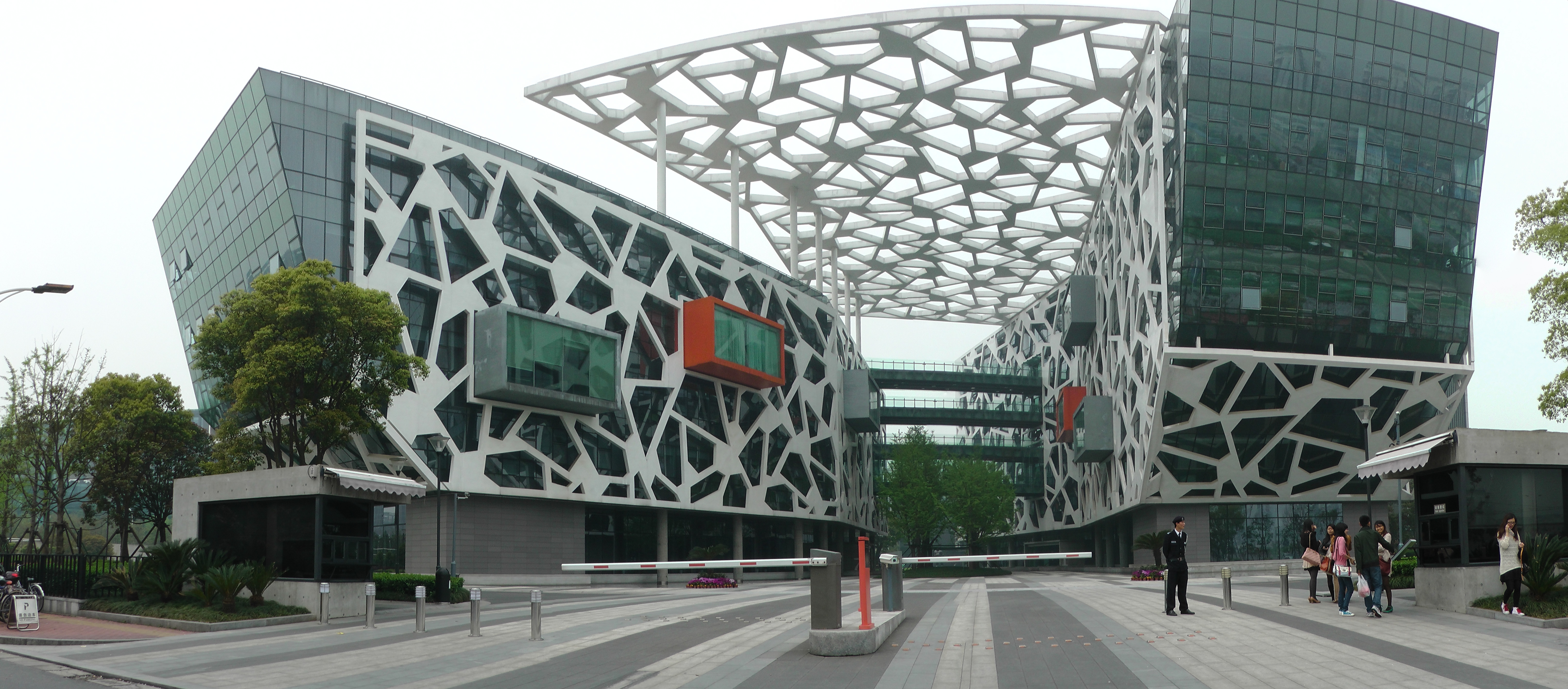
Hangzhouer Hauptverwaltungsgebäude, 2012

Die Alibaba Group Holding Limited (chinesisch 阿里巴巴集团控股有限公司, Pinyin Ālǐbābā Jítuán Kònggǔ Yǒuxiàn Gōngsī, kurz 阿里巴巴集团,  Ālǐbābā Jítuán) ist ein Unternehmen mit Sitz in Hangzhou, China. Es wurde von dem ehemaligen Englischlehrer Jack Ma im Jahr 1999 gegründet und betreibt u. a. die gleichnamige B2B-Plattform Alibaba.com sowie das Online-Auktionshaus Taobao und ist nach eigenen Angaben die größte IT-Firmengruppe Chinas.

## Geschichte

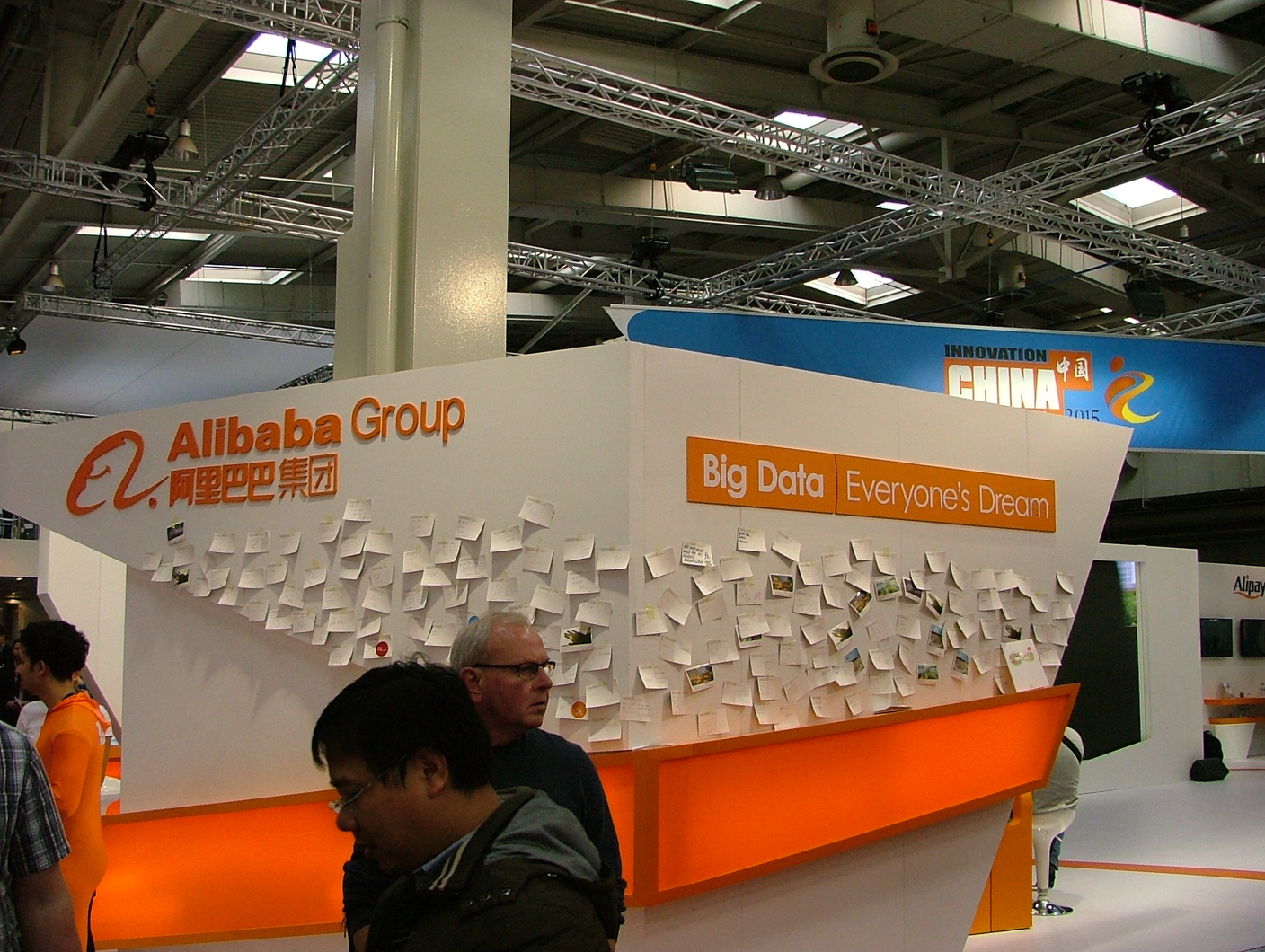
Messestand auf der CeBIT 2015

Die Website Alibaba.com wurde 1999 von Jack Ma und den 17 weiteren Gründern lanciert. Die offizielle Gründung der Unternehmensgruppe erfolgte im selben Jahr. Im darauffolgenden Jahr erhielt Alibaba Group 20 Millionen Dollar Risikokapital von einer Investorengruppe, angeführt von Softbank. 2003 wurde Taobao eröffnet. Am 11. August 2005 gab Yahoo die Absicht bekannt, 40 % der Unternehmensanteile erwerben zu wollen. Yahoo stieg für eine Milliarde US-Dollar bei Alibaba ein. Zwischen 2004 und 2007 entstanden die weiteren Online-Dienste Alipay, Alisoft und Alimama, die an die beiden Internet-Portale anknüpften. Ende April 2007 erfolgte der Börsengang der Alibaba Group.
Jack Ma arbeitet nach dem Grundsatz „Kunden zuerst, Mitarbeiter an zweiter Stelle, Aktionäre an dritter Stelle.“ Während der globalen Finanzkrise senkte er die Preise für seine Kunden um 60 %, was von den Investoren kritisiert wurde. Aber das Geschäftsvolumen stieg so stark an, dass sich der Ertrag des Unternehmens nicht verringerte. Um sich vom Erwartungsdruck des Marktes zu befreien, beschloss Jack Ma 2012, diese Börsennotierung durch ein Delisting zu beenden.
Im Mai 2012 begann Yahoo damit, die Hälfte seiner Anteile für rund 7,1 Milliarden Dollar wieder an Alibaba zurückzuverkaufen. Die Transaktion wurde im September 2012 abgeschlossen. Seither hält Yahoo noch 20 % der Anteile an Alibaba. Seit dem 19. September 2014 ist die Alibaba-Aktie an der New York Stock Exchange notiert. Beim Börsengang wurden Aktien für 21,8 Milliarden US-Dollar verkauft, er war damit einer der größten der Welt. Vor dem Börsengang konnten Investoren für 68 US-Dollar pro Aktie einsteigen. Am Tag des Börsengangs wurde die Aktie für 92,70 US-Dollar ausgegeben, was einen Kursgewinn von rund 36 % bedeutete. Allerdings besitzen die Aktionäre keinen direkten Anteil an der chinesischen Alibaba Group, sondern an einer auf den Cayman Islands angesiedelten Holding. Ferner wird kritisiert, dass die Risikobereitschaft der Handelsplattform so hoch sei, dass die Rendite sehr schwanken kann und für einen Vermögensaufbau ungeeignet sei.
Die Alibaba Group gehört zu den ersten Hauptmitgliedern der FIDO-Allianz, die den Industriestandard Universal Second Factor (U2F) für eine allgemein anwendbare Zwei-Faktor-Authentifizierung entwickelt hat.
Am 11. Dezember 2015 gab die Gruppe die Absicht zur Übernahme der South China Morning Post bekannt.
Im August 2017 ging mit dem Roewe RX5 das erste „Smartcar“ der Welt in den Handel. Dieses arbeitet mit dem Linux-Betriebssystem Yun OS, das von der Alibaba-Tochter „AliCloud“ entwickelt wurde.
Im November 2017 gab die Alibaba Group eine Beteiligung in Höhe von gut einem Drittel an der Sun Art Retail Group, dem größten Betreiber von SB-Warenhäusern und Supermärkten in der Volksrepublik China, bekannt.
Mit dem Ziel, Bestellungen weltweit innerhalb von drei Arbeitstagen zustellen zu können, plant Alibaba auf globaler Ebene sechs Distributionszentren zu eröffnen. Als europäischen Standort wurde das belgische Lüttich, welches mit einem Flughafen ausgestattet ist, ausgesucht.
Seit dem 26. November 2019 wird die Aktie von Alibaba auch in Hongkong gehandelt. Durch den Gang an die dortige Börse verfügt das Unternehmen mittlerweile über einen Bargeldbestand von etwa 43 Milliarden Dollar.
Jack Ma zog sich an seinem 55. Geburtstag, dem 10. September 2019, aus der Führung des Unternehmens zurück. Er ist Mitglied der Alibaba Partnership, die aus 36 Personen besteht und die Mehrheit der Vorstandsmitglieder nominieren darf. Der neue CEO ist der Geschäftsführer Daniel Zhang. Dies wurde schon ein Jahr zuvor angekündigt.

Niederlassungen der Alibaba Group
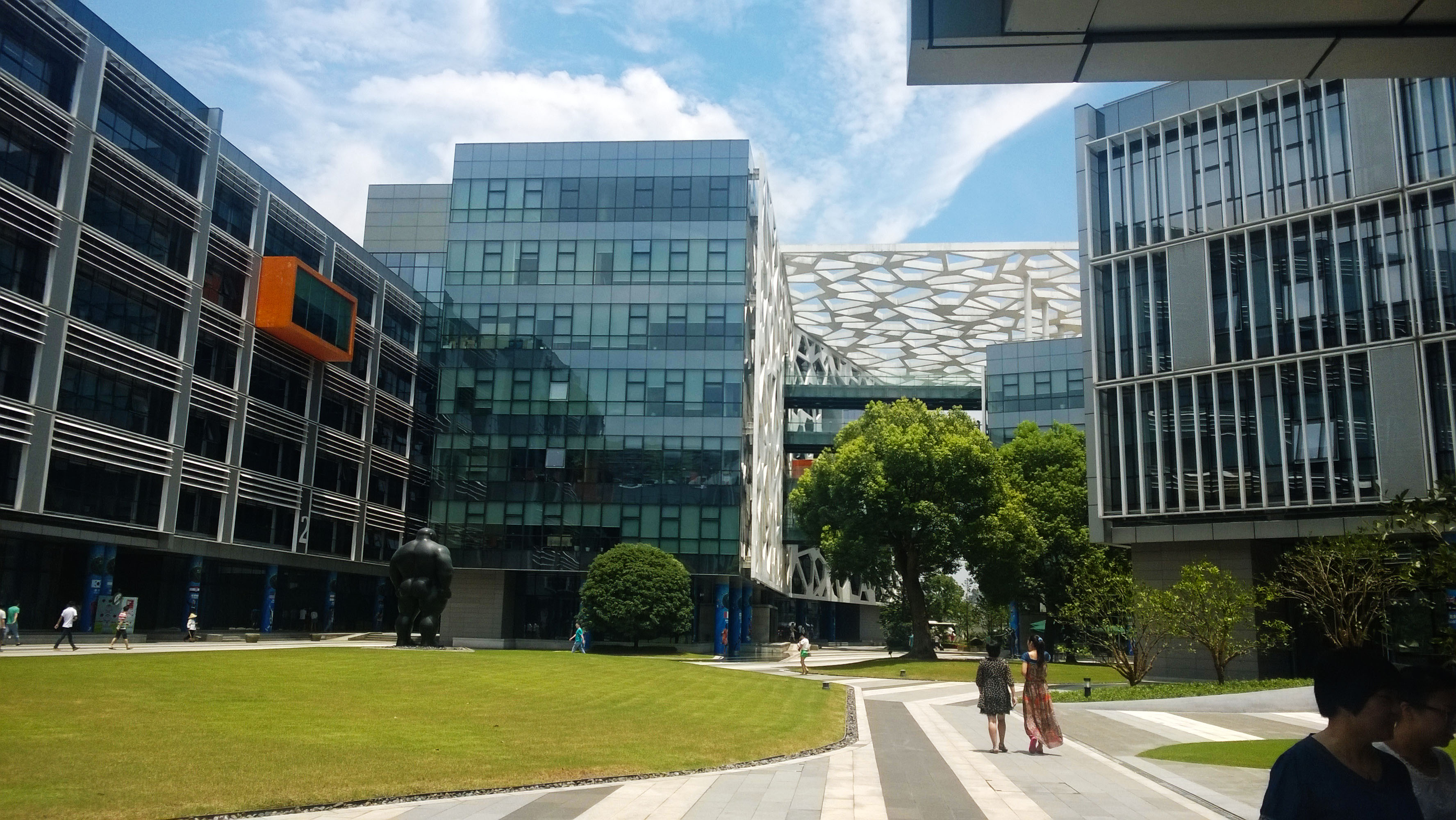
Innenhof der Hangzhouer Hauptverwaltung, 2014
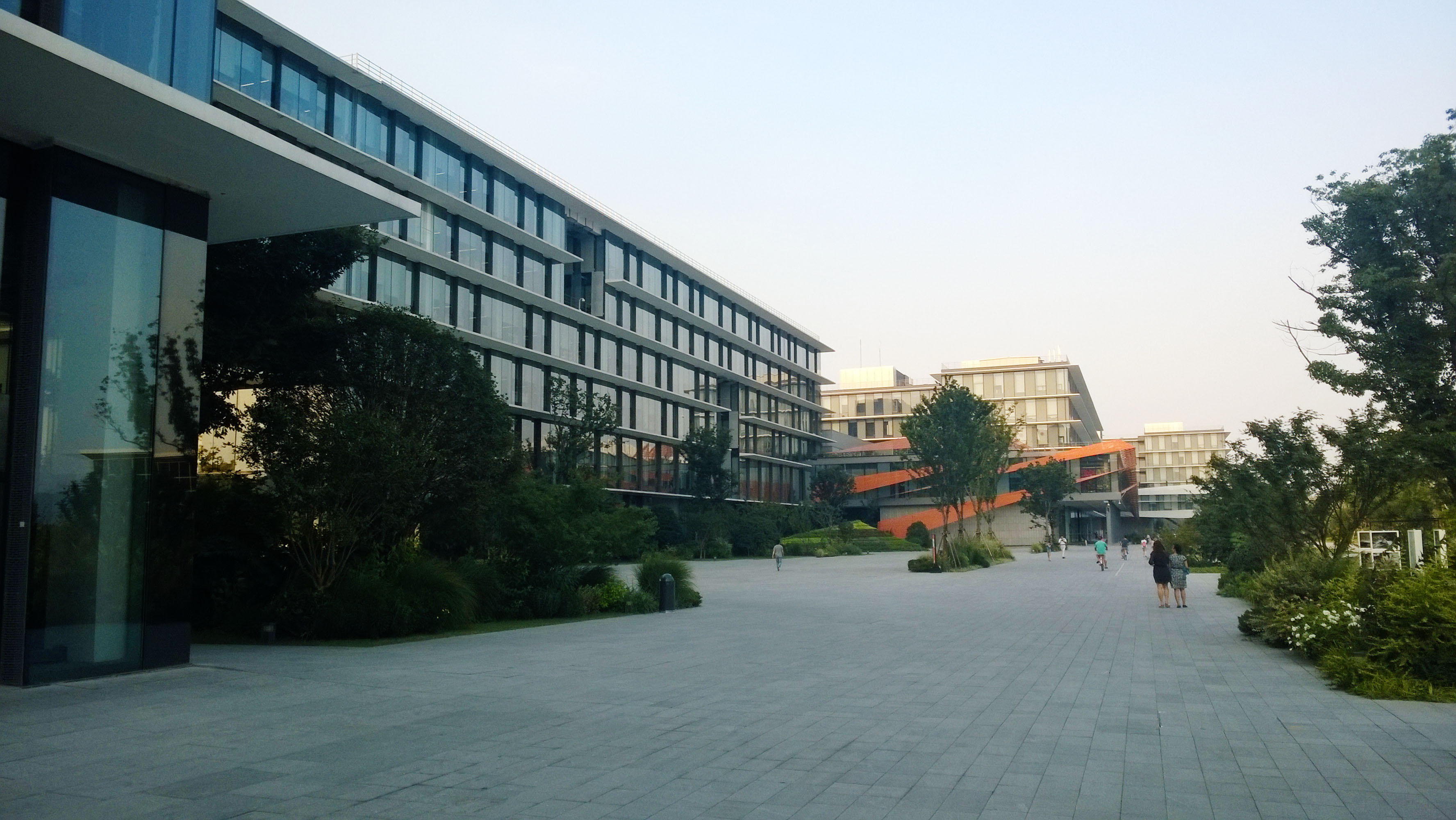
Taobao City am Alibaba-Xixi-Park, Hangzhou 2014
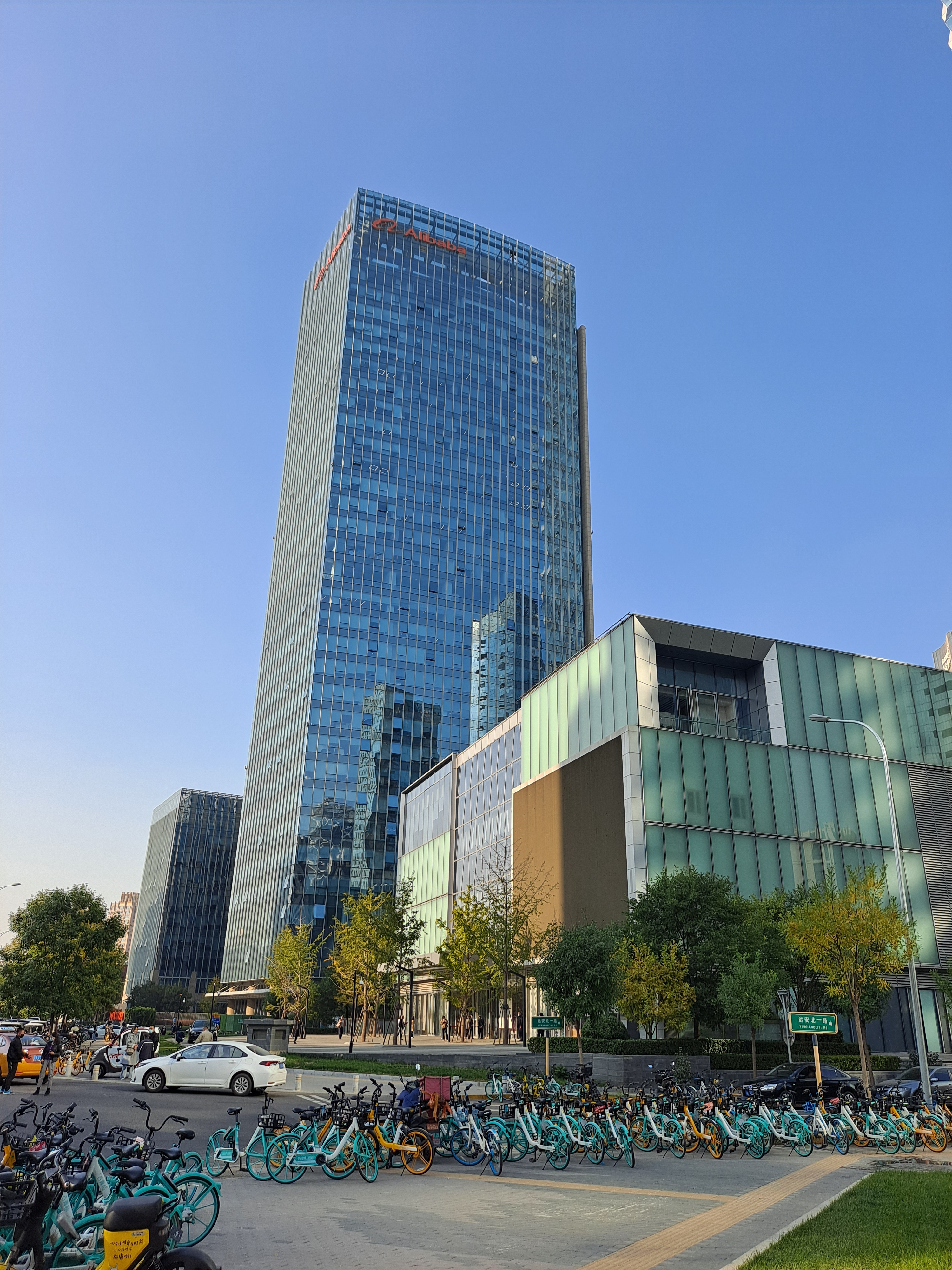
Wangjinger Hochhaus, 2020
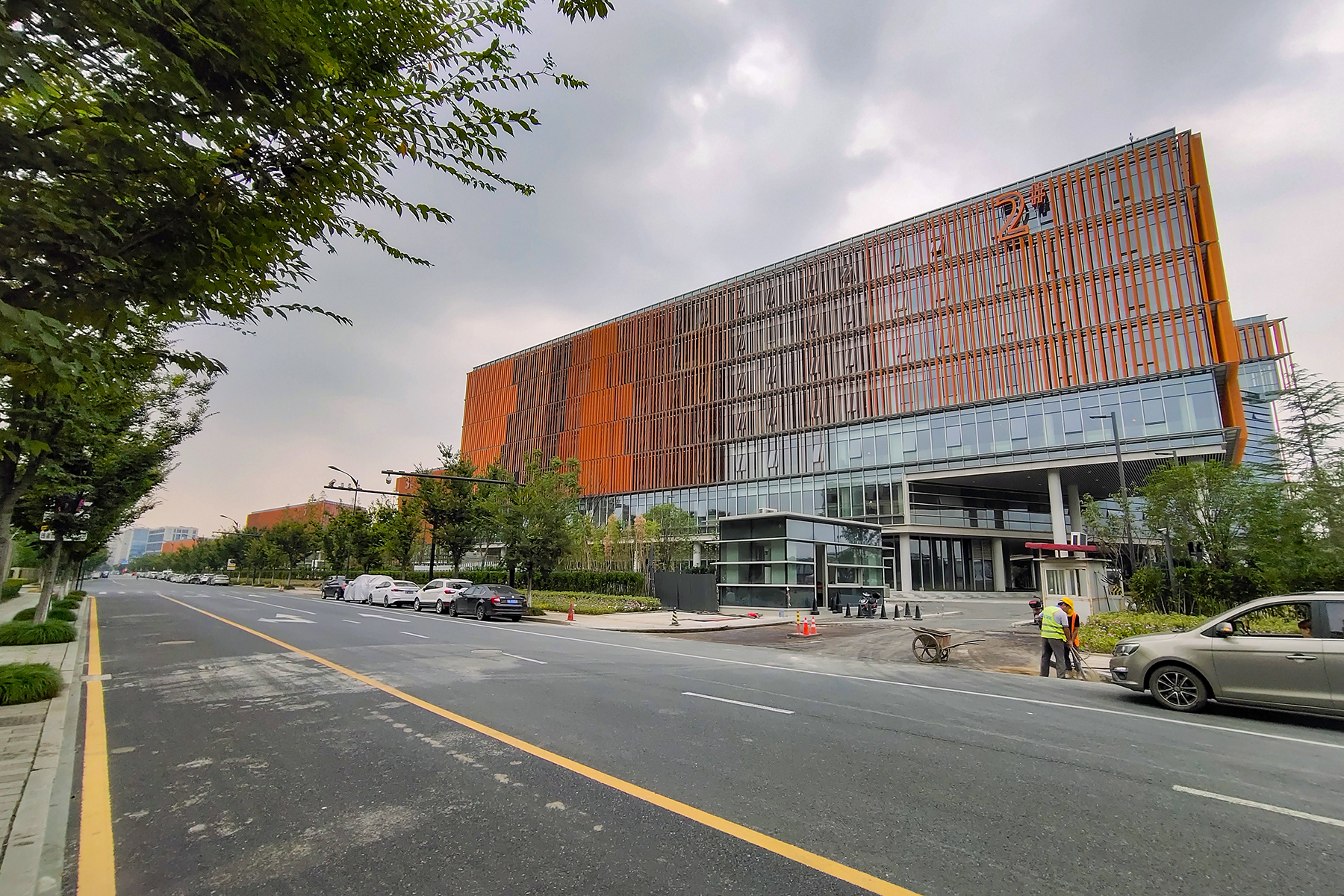
Gebäude am Alibaba-Xixi-Park, Hangzhou 2020

## Kontroversen
2020 kam es zu einem Konflikt zwischen Jack Ma, dem Gründer von Alibaba, und staatlichen chinesischen Stellen. Nachdem Ma das chinesische Bankensystem kritisiert hatte, wurde der Börsengang des Fintech-Ablegers Ant Group abgesagt und ein Kartellverfahren gegen Alibaba eröffnet.
Anfang April 2021 berichtete die chinesische Nachrichtenagentur Xinhua, die chinesische Wettbewerbsbehörde habe wegen Verstoßes gegen das Kartellrecht eine Geldbuße in Höhe von vier Prozent des Umsatzes von 2019 gegen Alibaba verhängt, was rund 18 Milliarden Yuan (umgerechnet rund 2,3 Milliarden Euro) entspricht. Als Begründung werde angeführt, der Konzern habe seine dominante Marktmacht ausgenutzt, um Kunden an seine Dienste zu binden.

## Unternehmen
Im Jahr 2007 waren 4.400 Festangestellte bei dem Unternehmen tätig, bis 2018 stieg die Zahl der Mitarbeiter auf rund 66.500 an. An dem Unternehmen sind u. a. Yahoo und Softbank beteiligt. Der Umsatz auf den von der Alibaba Group betriebenen chinesischen Einzelhandelsplattformen kumulierte sich 2017 auf über 4,8 Billionen Renminbi (768 Mrd. Euro).
In den Forbes Global 2000 der weltgrößten Unternehmen belegt die Alibaba Group Platz 33 (Stand: GJ 2022). Alibaba wird Mitte 2022 auf einen Börsenwert von ca. 250 Mrd. USD notiert.

### Unternehmensstruktur
Die Unternehmensgruppe umfasst verschiedene Tochterfirmen:
- Alibaba.com, Business-to-Business-Handelsplattform
- AliExpress, Business-to-Customer-Handelsplattform
- Taobao, Online-Auktionshaus
- Ant Financial, Finanzdienstleistungen
- Alipay, Online-Bezahlsystem (Betrieben durch Ant Financial)
- Aliyun OS, Web-Service für Cloud Computing und Data Management
- 1688.com, China Regional Business-to-Business-Handelsplattform
- Tmall.com, Online-Kaufhaus
- juhuasuan.com, Rabatt-Angebot Website
- amap.com, Online-Kartendienst, angeboten von AutoNavi
- Alibaba Pictures Group, Filmproduzenten bzw. -investoren (beteiligt beispielsweise an Star Trek Beyond und Mission: Impossible – Fallout)
- Alibaba Cloud, Cloud-Computing-Anbieter
- Cainiao, Logistikunternehmen

### Aktionäre
Rund 44 % der Alibaba-Aktien befinden sich im Streubesitz und rund 40 % im Besitz von institutionellen Investoren. Etwa 14 % werden von der SoftBank Group gehalten. Die größten Aktionäre Anfang 2024 waren:
- SoftBank Group (13,9 %)
- Vanguard (3,39 %)
- BlackRock (3,02 %)
- Norges Bank (1,99 %)
- APN Ltd (1,4 %)
- Joseph Tsai (1,31 %)
- Pzena Investment Management (1,13 %)
- Fidelity International (0,97 %)
- State Street Global Advisors (0,93 %)
- Fidelity Investments (0,8 %)

### Zahlen
| Jahr | Umsatz in Mio. US-$ | Bilanzgewinn in Mio. US-$ | Umsatz je Aktie in US-$ | Angestellte |
| ---- | ------------------- | ------------------------- | ----------------------- | ----------- |
| 2010 | 978                 | -118                      |                         |             |
| 2011 | 1.777               | 177                       |                         |             |
| 2012 | 3.136               | 662                       |                         |             |
| 2013 | 5.553               | 1.352                     |                         |             |
| 2014 | 8.463               | 3.720                     |                         |             |
| 2015 | 12.293              | 3.896                     | 4,93                    | 34.985      |
| 2016 | 15.686              | 11.083                    | 6,34                    | 36.446      |
| 2017 | 22.994              | 6.345                     | 9,09                    | 50.097      |
| 2018 | 39.898              | 10.201                    | 15,51                   | 66.421      |
| 2019 | 56.152              | 13.095                    | 21,70                   | 101.958     |
| 2020 | 71.985              | 21.104                    | 26,80                   | 117.600     |
| 2021 | 109.480             | 22.941                    | 40,36                   | 251.462     |
| 2022 | 134.567             | 9.820                     |                         | 254.941     |
| 2023 | 126.491             | 10.598                    |                         | 235.216     |